# 2022年—2023年北科索沃危機
自2022年7月31日起，因科索沃政府與北科索沃塞爾維亞族簽訂的11年車輛牌照協議將於翌日到期，科索沃與塞爾維亞之間的緊張關係加劇。
科索沃宣佈獨立以後，於2011年同塞爾維亞簽署協議，同意將北科索沃使用的車牌由塞爾維亞車牌改為中立的車輛牌照。2016年該協議獲得延長至2021年到期，隨即便引發了危機，致使雙方達成協議，禁止科索沃牌照的車輛進入塞爾維亞。在宣佈進入科索沃的塞爾維亞公民将獲得出入境證件後，2022年7月31日，塞族人在北科索沃修建了多個路障，但這些路障在科索沃宣佈推遲對塞爾維亞頒佈車牌禁令的兩天後被拆除。8月，雖然身份證件糾紛得以解決，但雙方就車牌問題的談判未能成功。北約和歐盟試圖進行斡旋，在9月向塞爾維亞總統亞歷山大·武契奇及科索沃總理阿爾賓·庫爾蒂發出一份擬定協議，提議塞爾維亞以允許科索沃加入聯合國的條件換取自身加速加入歐盟的地位，但未取得任何進展。
庫爾蒂拒絕推遲車輛牌照的最後期限，而是宣佈在2023年4月以前分階段實施。12月初，一些加入政黨「塞族名單」的科索沃塞族警察、市長、法官和議員從政府機構辭職。科索沃和塞爾維亞在11月再次談判，雙方於11月23日達成協議，確定塞爾維亞頒發的車牌將繼續在北科索沃使用。
12月10日，科索沃警方与塞尔维亚族民众发生交火。當天塞族人在北科索沃設置了另外一些路障，抗议科索沃当局逮捕塞族警官。當天塞爾維亞向北約駐科索沃維和部隊提出請求，要求在科索沃部署多達1000名塞爾維亞軍隊和警察；觀察員對它是否有權部署部隊提出異議。
12月10日，科索沃总统奥斯马尼表示，以塞族人为主要人口的科索沃北米特罗维察、莱波萨维奇、兹韦查恩和祖宾波托克原定于12月18日的地方选举推迟到2023年4月23日。当地塞族人已表明，他们将抵制这一次选举。
12月14日，科索沃正式簽署了一份尋求歐盟成員國候選地位的申請。
12月25日晚，位於科索沃北部的北约驻科索沃部队遭到袭击。
12月26日晚些时候，塞尔维亚国防部长在一份声明中表示塞尔维亚总统已下令塞尔维亚军队进入最高级别战备状态，即动用武力的水平。塞尔维亚总统武契奇还下令将特种武装部队从现有的1500人增加至5000人。塞爾維亞内政部长表示，他已命令警察和其他安全部队全面战备。科索沃当局当天禁止塞尔维亚东正教主教进入科索沃，并下令准备进入科索沃北部塞族聚居区的部隊提升战备状态。12月27日，塞尔维亚副总理兼国防部长和塞尔维亚军队总参谋长检阅了部队。
12月27日，在科索沃北部塞族居民使用卡车和拖拉机在当地主要道路设置路障後，科索沃警方随即关闭了与塞尔维亚之间的两个过境点。
12月28日，科索沃司法部門释放了塞族前警察，转为将他软禁。科索沃北部的塞族人同意从29日上午开始拆除路障。
12月28日，数十名示威者用卡车与牵引机堵住通往科索沃-塞爾維亞過境點默达的交通，迫使科索沃警方於12月29日关闭这个过境点。
12月29日，塞尔维亚总统武契奇決定取消该国武装部队最高级别战备状态。
2023年5月26日，科索沃北部兹韦钱塞尔维亚族区的示威者试图阻止新当选的阿尔巴尼亚族市长进入兹韦钱的办公室，並與与科索沃阿族警察发生冲突，阿族警察使用了催泪弹和震爆弹，并闯入了兹韦钱区行政大楼。一辆警车被点燃。5月26日，塞尔维亚总统武契奇下令，将塞尔维亚军队的战备状态提升到最高等级，并命令部分部队向靠近科索沃的边界移动。5月29日，塞族人试图接管兹韦钱市政府办公楼，結果與北約駐科索沃維和部隊爆發衝突，41名維和部隊士兵受傷。塞尔维亚方面称有52名塞族人受伤。當天北約駐科索沃維和部隊宣佈在北科索沃四個城市加強部署。5月30日，北约秘书长宣佈向科索沃增派700名军人。法国总统马克龙谴责科索沃当局没有尊重欧盟调解达成的协议。
2023年6月14日，塞尔维亚政府宣佈扣留三名科索沃警察。科索沃当局隨即禁止挂塞尔维亚牌照的货运卡车入境。